# Joan Van Ark
Joan Van Ark, född 16 juni 1943 i New York i New York, är en amerikansk skådespelerska. Hon gjorde debut på Broadway 1968. Hon är mest känd för sin roll som "Valene Ewing" i TV-serierna Knots Landing och Dallas. För den rollen belönades hon med två Soap Opera Digest Awards. Hon har även synts i ett flertal andra TV-serier och TV-filmer. 2004-2005 medverkade hon i The Young and the Restless.